# Lady Nelson

La Lady Nelson est un brick australien, à coque bois, réplique moderne de la Lady Nelson, qui navigua de 1800 à 1825 pour la Royal Navy afin d'explorer les côtes de l'Australie.
Elle sert de navire-école à la Tasmanian Sail Training Association d'Hobart en Tasmanie.

## Histoire

### L'original
La Lady Nelson originale fut construite sur un chantier de la Tamise en Angleterre en 1799 et achetée par la Royal Navy en 1800. Ce fut le premier navire à naviguer vers l'Australie par le détroit de Bass. Il participa à la fondation des villes de Hobart, Launceston, Melbourne et Brisbane.
Il doit son nom à l'épouse d'Horatio Nelson, le célèbre amiral anglais. 

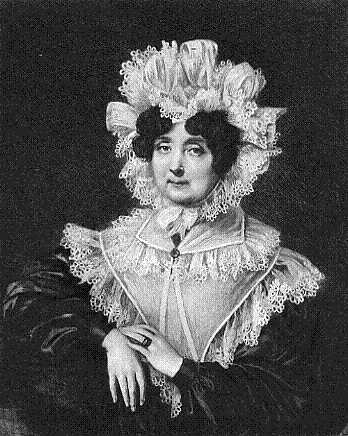
Lady Nelson

Il fut conçu par l'architecte naval John Schank (en) spécialement pour l'exploration côtière. Son tirant d'eau était très faible, sa longueur de 16,15 m, sa largeur de 5,38 m pour un poids de 61 tonnes. Il était faiblement armé et son équipage était composé de 15 hommes (1 capitaine, 2 officiers et 12 matelots).
C'est le lieutenant James Grant qui commanda le premier voyage vers l'Australie, avec des vivres pour 9 mois. Il atteignit les côtes de Victoria en décembre 1800. Il fut le premier navire à passer le détroit de Bass pour joindre Sydney et établit la première cartographie côtière. L'exploration continua avec le lieutenant John Murray qui découvrit, entre autres, l'entrée de la baie de Port Phillip et l'île King.
Avec le colonel William Paterson, une autre mission est confiée à la Lady Nelson, l'étude de la région de la rivière Hunter où il découvre du charbon.
Avec Matthew Flinders la Lady Nelson participe, en 1803, à la découverte de la côte nord de Sydney, le Queensland.

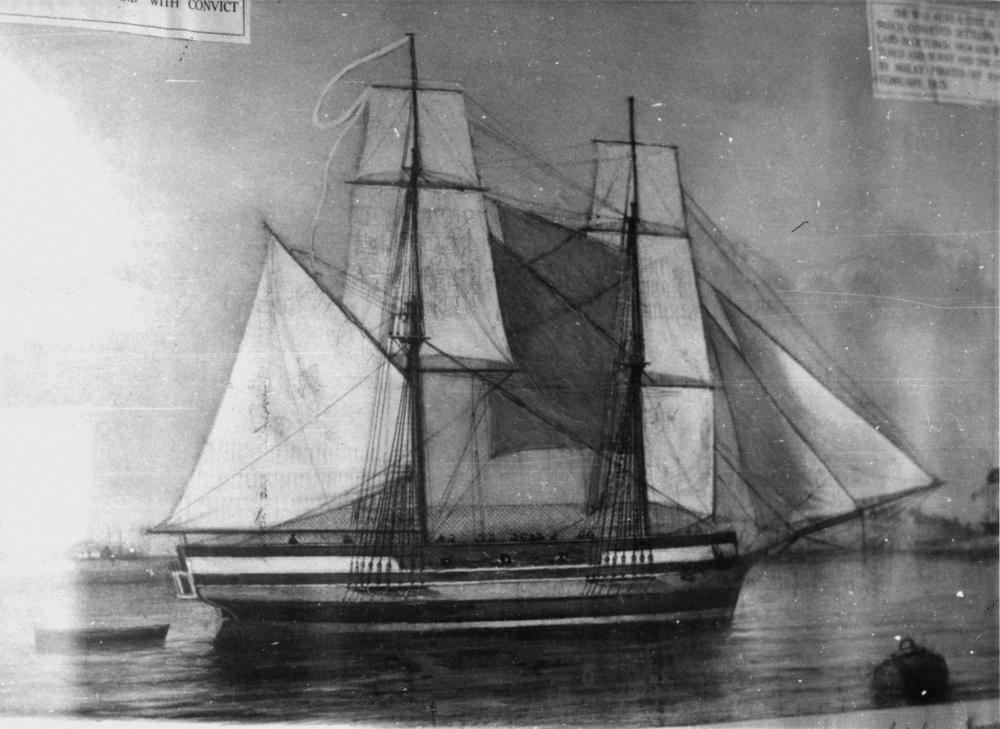
La Lady Nelson originale.

En juin 1803, la Lady Nelson emmène les premiers colons à la colonie de Van Diemen's Land (maintenant la Tasmanie). Les lieux étant trop inhospitaliers, le colonel David Collins décide de les mener à Hobart. En octobre 1804, une deuxième expédition installe la colonie.
En mai 1815, au départ de Port Macquarie, l'équipage abandonne le navire qui a perdu son gouvernail de direction et prend l'eau avec la marée. Considéré perdu par le commandant de la colonie, il est finalement renfloué et réparé.
La Lady Nelson participe à de nombreuses autres missions comme sur l'île Norfolk, la Nouvelle-Zélande et l'île Melville.
Son dernier voyage commence en février 1825, quand elle est envoyée à Kupang en Indonésie pour ramener des buffles et des vivres. Elle fut capturée par des pirates malais non loin de Timor. Tous les membres de l'équipage furent sacrifiés sauf le capitaine.

### La réplique
La réplique de la Lady Nelson a été lancée en Tasmanie en 1988. Tout en servant de voilier de formation, elle effectue une première longue croisière de Western Port au Victoria. 
Puis, tout au long de ses cinq premières années, la Lady Nelson sillonne tous les ports d'Australie avant de revenir à Hobart.
Dès 1998, elle navigue autour de la Tasmanie, continue à emmener des groupes de passagers sur les traces de la Lady Nelson originale.
En 2000, elle navigue vers Portland dans l'État de Victoria pour célébrer l'arrivée de l'originale Lady Nelson en 1800 dans le détroit de Bass. Ce voyage a pris plus de quatre semaines avec des changements d'équipage et de passagers en cours de route.
Au cours de 2001, la Lady Nelson retraverse le détroit de Bass pour reconstituer la découverte de la baie de Port Phillip 200 ans après.
En 2003, la Lady Nelson retourne à Port Phillip pour commémorer la première colonie à Sorrento et en 2004, pour le bicentenaire d'Hobart.
Récemment rénovée, la Lady Nelson bénéficie d'un nouveau réservoir de carburant et aussi de voiles neuves. Elle continue les commémorations, les sorties de week-end et des petites croisières au sein de l'association de bénévoles qui les rendent très actives et attrayantes.